# Wings Simulations
Die Wings Simulations GmbH war ein deutsches Entwicklungsstudio für Computerspiele, das 1996 in Hattingen, Nordrhein-Westfalen, gegründet wurde.

## Geschichte
Die Gründer des Studios waren Teut Weidemann und Heiko Schröder. Mit dem Spiel Panzer Elite, einer 1999 erschienenen historischen Panzersimulation, konnte sich das Team einen guten Ruf in der Branche verschaffen.
Im Mai 2000 übernahm der österreichische Publisher JoWooD das Studio im Vorfeld seines Börsengangs von. Für Jowood entwickelte Wings den Taktik-Shooter Söldner – Secret Wars, sowie dessen Add-on Marine Corps. Das Studio wurde von JoWooD Anfang 2005 wegen erheblicher finanzieller Schwierigkeiten geschlossen – zusammen mit allen weiteren eigenen JoWooD-Studios. Das in der Pre-Production befindliche Panzer Elite Online konnte durch die finanzielle Situation der JoWood AG nicht mehr vollendet werden.

## Veröffentlichte Spiele
- 1999: Panzer Elite
- 2001: Panzer Elite: Special Edition
- 2004: Söldner: Secret Wars
- 2005: Söldner: Secret Wars – Marine Corps (Add-on)
- 2006: Semper Fidelis: Marine Corps